# Mark Kondratjuk
Mark Valer'evič Kondratjuk (in russo Марк Валерьевич Кондратюк?; Podolsk, 3 settembre 2003) è un pattinatore artistico su ghiaccio russo.
Ai Giochi olimpici invernali di Pechino 2022 ha vinto la medaglia di bronzo nella gara a squadre.

## Palmarès
GP: Grand Prix; CS: Challenger Series; JGP: Junior Grand Prix
| Internazionali            | Internazionali | Internazionali | Internazionali | Internazionali | Internazionali | Internazionali | Internazionali | Internazionali | Internazionali |
| Evento                    | 2016-17        | 2017-18        | 2018-19        | 2019-20        | 2020-21        | 2021-22        | 2022-23        | 2023-24        | 2024-25        |
| ------------------------- | -------------- | -------------- | -------------- | -------------- | -------------- | -------------- | -------------- | -------------- | -------------- |
| Giochi olimpici invernali |                |                |                |                |                | 15°            |                |                |                |
| Campionati europei        |                |                |                |                |                | 1°             |                |                |                |
| GP Rostelecom Cup         |                |                |                |                |                | 8°             |                |                |                |
| CS Denis Ten Memorial     |                |                |                |                |                | 2°             |                |                |                |
| CS Nebelhorn Trophy       |                |                |                |                |                | 3°             |                |                |                |
| Bosphorus Cup             |                |                |                | 1°             |                |                |                |                |                |
| Toruń Cup                 |                |                |                | 2°             |                |                |                |                |                |
| Internazionali: Junior    |                |                |                |                |                |                |                |                |                |
| JGP Francia               |                |                |                |                |                | R              |                |                |                |
| Bosphorus Cup             |                |                | 1°             |                |                |                |                |                |                |
| Denis Ten Memorial        |                |                |                | 3°             |                |                |                |                |                |
| Ice Star                  |                |                | 3°             | 1°             |                |                |                |                |                |
| Skate Helena              |                |                | 2°             |                |                |                |                |                |                |
| Nazionali                 |                |                |                |                |                |                |                |                |                |
| Campionati russi          |                |                |                |                | 3°             | 1°             | R              | 10°            | 5°             |
| Campionati russi Junior   | 16°            |                |                |                |                |                |                |                |                |
| Eventi a squadre          |                |                |                |                |                |                |                |                |                |
| Giochi olimpici invernali |                |                |                |                |                | 3°             |                |                |                |
| R = Ritirato              |                |                |                |                |                |                |                |                |                |